# Tour à diamant (Charolles)
Le Tour à diamant de Charolles est une tour situé sur le territoire de la commune de Charolles dans le département français de Saône-et-Loire et la région Bourgogne-Franche-Comté.

## Historique
Elle fait l'objet d'une inscription au titre des monuments historiques depuis le 17 avril 1931.